# Simay Imre
Simay Imre (Budapest, 1874. december 16. – Érd, 1955. április 19.) szobrász, festő, grafikus, 1925 és 1927 között az Iparművészeti Főiskola rektora.

## Életpályája
Az erdélyi örmény nemesi Simay családból származik.   Eredeti örmény név: Simávon.
Rajzművészeti tanulmányokat Bécsben, majd Münchenben folytatott, müncheni mesterétől, Heinrich von Zügeltől semmit nem tanult, Zügel ellentmondást nem tűrő pedagógiai stílusa nem felelt meg Simay természetének. Annál nagyobb hatással volt rá a müncheni Szecessziónak 1895-ös kiállítása a bécsi Künstlerhausban. Szecessziós stílusban kezdett festeni, majd 1900-as évek elejétől főleg állatfestéssel és állatszobrászattal foglalkozott, ez vált fő működési területévé. Modern stílusban festett munkáit nem értékelték, ez vezette őt a schönbrunni állatkertbe, ahol sok megfigyelésre nyílt alkalma az állatok viselkedését illetően. Hamarosan felfedezte őt egy gazdag hamburgi állatkereskedő, Hagenbeck Károly, aki sok és nemes kivitelű, akvarell és gouache technikával készített állatfestményt rendelt tőle.
Több területen is kipróbálta magát, Goethe számos Németországban kiadott művéhez, köztük a Fausthoz is illusztrációkat készített.
Állatfestményei révén bejutott a bécsi akadémián Eisenmenger mesteriskolájába, hamarosan nagy sikere volt állatfestményeivel és állatszobraival. Síkokba tömörített, összefoglaló előadásmód jellemzi főleg majmokat ábrázoló állatszobrait. 1907-ben Mama meg a kicsinye című bronzkompozíciójára a Műcsarnok aranyérmét kapta. Az Iparművészeti Főiskolán szobrászatot és alakrajzot tanított. Több korai műve a Magyar Nemzeti Galériában van (Ikrek, Oroszlánpár, Családi öröm). Számos festménye és szobra került magánkézbe, ha együtt látható lenne valamennyi (nyilván már sok elkallódott és elpusztult), akkor kitűnne, hogy Simay Imre az egyik legjobb magyar állatábrázoló művész.

## Művei (válogatás)

### Rajzok, metszetek
- Önarckép (ceruza, papír, 16 x 12,5 cm)
- Sic vivimus
- Sine cura
- Hamadryas papnők
- Örömhír
- Idill
- Az összeférhetetlenek
- Palaeopelicani
- Hiéna
- A beteg [majom] (krétarajz)[5]
- A civakodók [majmok][6]
- Fiatal oroszlánok[7]

### Festmények
- 1895 Habsburg Rudolf megbünteti a rablólovagokat c. szecessziós festmény

### Szobrok
- 1905 Családi öröm c. állatszobor (bronz, magasság: 34 cm; MNG)
- 1906 Ikrek (Twins) (márványból; MNG)[8]
- 1907 Mama meg a kicsinye (bronzmű, MNG)[9]
- 1908 Oroszlánpár (bronz; MNG)
- (Év nélkül) Haldokló majom és a kicsinye c. állatszobor (gipsz, magasság: 40,5 cm; MNG)

## Díjai, elismerései
- 1905 Ráth György-díj
- 1907 Állami aranyérem